# 西域橐吾
西域橐吾（学名：Ligularia thomsonii）是菊科橐吾属的植物。分布在尼泊尔、克什米尔、巴基斯坦、俄罗斯以及中国大陆的新疆等地，生长于海拔3,200米的地区，一般生长在草地，目前尚未由人工引种栽培。